# Jadowniki Dolne
Jadowniki Dolne – część wsi Jadowniki w Polsce, położona w województwie świętokrzyskim, w powiecie starachowickim, w gminie Pawłów.
W latach 1975–1998 Jadowniki Dolne administracyjnie należały do województwa kieleckiego.